# Drosophila recticilia
Drosophila recticilia är en tvåvingeart som beskrevs av Elmo Hardy och Kaneshiro 1968. Drosophila recticilia ingår i släktet Drosophila och familjen daggflugor.
Artens utbredningsområde är Hawaii.